# Кедія Спиридон Малхазович
Спиридон Малхазович Кедія (სპირიდონ მალხაზის ძე კედია; 1884–1948) — грузинський публіцист, один із засновників та очільник Національно-демократичної партії, член Установчих зборів Грузії. Політичний емігрант з 1921 року.

## Біографія
Після закінчення шестикласної міської школи в Зугдіді продовжив навчання в Кутаїській класичній гімназії. Великий вплив на формування світогляду юного Кедія зробив відомий педагог Йосип Оцхелі, в родині якого він жив у шкільні роки. Спочатку він зв'язався з Федералістською партією, але незабаром вийшов з неї, оскільки не поділяв соціалістичний напрям партії. У 1905 році виключений з гімназії за активну участь в студентських демонстраціях. Він став організатором протестів селян, які повернулися до Зугдіді, через що проти нього порушили кримінальну справу. Кедія тимчасово переховувався в Сванетії, потім в Черкесії, а в 1906 році прибув до Франції, став слухачем Колеж де Франс. У 1907 році він вступив на факультет природничих наук в університеті Сорбонна (спеціальність — природничі науки), відвідував лекції в університеті Тулузи, закінчив Університет Монпельє і почав працювати над докторською ступінь в області фізіології. Будучи студентом, він отримав грошовий грант від Ради промисловців копальні Чиатури. Перед Першою світовою війною він виїхав на батьківщину з чужим паспортом, але щойно прибув до Росії, був заарештований і ув'язнений у Кронштадті, звідки був звільнений стараннями членів грузинської колонії в Санкт-Петербурзі.
У 1914 році Кедія прибув до Тбілісі. 24 травня 1915 року під його керівництвом і за підтримки тогочасних промисловців вийшла газета «Грузія» на базі національно-демократичного журналу «Клде». У 1917 році став одним із засновників Грузинської націонал-демократичної партії та її головою. У тому ж році Кедія прибув до Данії та Швеції для зустрічі з Комітетом визволення Грузії. Повернувшись на батьківщину, брав активну участь у діяльності Національної ради Грузії, членом якої був заочно обраний на Національних зборах.
У травні 1918 року брав участь у Батумській мирній конференції між Грузією та Османською ісперією. У червні того ж року увійшов до складу урядової делегації Грузинської Демократичної Республіки, яка прибула до Берліна для переговорів з урядом Німеччини. З серпня 1918 року перебував у Грузії. Був членом Національної ради Грузії. У лютому 1919 року обраний депутатом Установчих зборів. Був членом конституційної комісії та комісії місцевого самоврядування. Спиридон Кедія критикував недоліки уряду, вказував на його помилки, особливо у зміцненні оборони країни, зовнішньої політики, економічної політики чи інших питань, пропонував альтернативні погляди. Підтримував запровадження двопалатного парламенту: перший мав обиратися за пропорційною системою, а другий — об'єднувати представників націй. Брав активну участь у розробці Конституції Грузії. Під його безпосереднім керівництвом була підготовлена глава Конституції «Оборона держави».
У лютому 1921 року, після радянської окупації, Кедія залишився в Грузії. До лютого 1922 року він готувався до масштабної акції протесту, за що був заарештований. Його відпустили лише за умови виїзду за кордон. Спершу переїхав до Стамбула, а у 1923 році прибув до Франції, де продовжив свою політичну кар'єру. Працював у парфумерній компанії Giorgi Machabeli. У 1925 році заснував журнал «За Батьківщину», а в 1932 — газету «Грузинська вахта».
Його сім'я — дружина Софіо Чиявадзе та дочка Тео, змогла приїхати лише в 1928 році. Під час Другої світової війни спочатку був прихильником німців, сподіваючись з їхньою допомогою повернути незалежність Грузії. Весною 1942 року брав участь у конференції в берлінському готелі «Адлон», після якої втратив надію на підтримку Німеччини. До кінця війни більше політичної активності не виявляв.
Спиридон Кедія помер у Парижі в 1948 році і похований на грузинському кладовищі Левіль.Шаблон:ქე